# Maputo (província)
A província de Maputo é a mais meridional das províncias de Moçambique. A sua capital é a cidade de Matola, situada a apenas de 10  km a oeste da cidade de Maputo, a capital do país. Com uma área de 26 058  km² e uma população de 2 507 098 habitantes em 2017, esta província está dividida em oito distritos e possui seis municípios.
Se não contarmos a cidade de Maputo, que tem o estatuto de provincial, a província de Maputo é a que tem menor área, menos distritos e, em 2017, a que tem maior densidade populacional, com 96,2 habitantes por km².

## Localização
Sendo a mais meridional de Moçambique, a província de Maputo limita a norte com a província de Gaza, a leste com o Oceano Índico e com a cidade de Maputo. Já a sul, há a fronteira com a província sul-africana do Cuazulo-Natal e a oeste com o Essuatíni e com a província de Mepumalanga,da África do Sul.

## Geografia

### Orografia
O relevo da província é caracterizado por baixas altitudes, em extensas planícies aluvionares com cotas inferiores a 100m, nas zonas costeiras. À medida que se afasta da costa, para Oeste, aparecem pequenas elevações entre 200 e 400m, até que as cotas se elevam bruscamente nos Montes Libombos (que se estendem no sentido Norte-Sul e marcam a fronteira com a África do Sul), atingindo o seu ponto mais alto de cerca de 800m no Monte Mponduíne.

### Hidrografia
A província tem três bacias hidrográficas importantes, dos rios Maputo, Umbeluzi e Incomati, que são a continuação das bacias localizadas na África do Sul e Suazilândia.

## História
A província de Maputo foi formada a partir do distrito de Lourenço Marques do tempo colonial, excepto a cidade de Maputo, que foi elevada a província e separada em 1980. No período de ocupação colonial, o território da actual província estava incluído no distrito de Inhambane. Em 1908 a então província de Moçambique a sul do Save foi dividida em dois distritos, de Lourenço Marques e Inhambane. O distrito de Lourenço Marques perdeu muito do seu território quando algumas das suas divisões administrativas formaram o distrito de Gaza em 1946.
De notar que os distritos aqui referidos são distritos civis e não os distritos militares estabelecidos durante as campanhas de ocupação colonial.

## Governo

### Administradores provinciais
Até 2020 a província era dirigida por um governador provincial nomeado pelo Presidente da República. No seguimento da revisão constitucional de 2018 e da nova legislação sobre descentralização de 2018 e 2019, o governador provincial passou a ser eleito pelo voto popular, e o governo central passou a ser representado pelo Secretário de Estado na província, que é nomeado e empossado pelo Presidente da República.

#### Governadores nomeados
- (1975-1977) Pedro Juma[11]
- (1977-1988) José Moiane[12]
- (1988-1987) Raimundo Bila[13]
- (1997) Eneas Comiche (nomeado substituto legal do governador)[14]
- (1997-2000) Soares Nhaca[15]
- (2000-2005) Alfredo Namitete[16]
- (2005-2010) Telmina Pereira[17]
- (2010-2015) Maria Elias Jonas<[18]
- (2015-2020) Raimundo Maico Diomba[19][20]

#### Governadores eleitos
- (2020-2024) Júlio José Parruque[21] Eleito pelo Partido Frelimo
- (2024-) Manuel Tule[22] Eleito pelo Partido Frelimo[nota 1]

#### Secretários de estado
- (2020-2023) Vitória Diogo[23]
- (2023-2025) Judith Mussácula[24]
- (2025-) Henriques Bongence[25]

## Demografia

### População
De acordo com os resultados preliminares do Censo de 2017, a província de Maputo tem 2 507 098 habitantes em uma área de 26 058km², e, portanto, uma densidade populacional de 96,2 habitantes por km². Quando ao género, 53% da população era do sexo feminino e 47% do sexo masculino.
O valor de 2017 representa um aumento de 1 281 609 habitantes ou 104,6% em relação aos 1 225 489 residentes registados no censo de 2007, ou seja, a população mais que duplicou em 10 anos.
| 1980    | 1997    | 2007      | 2017      |
| 500 892 | 806 179 | 1 225 489 | 2 507 098 |

## Subdivisões da província

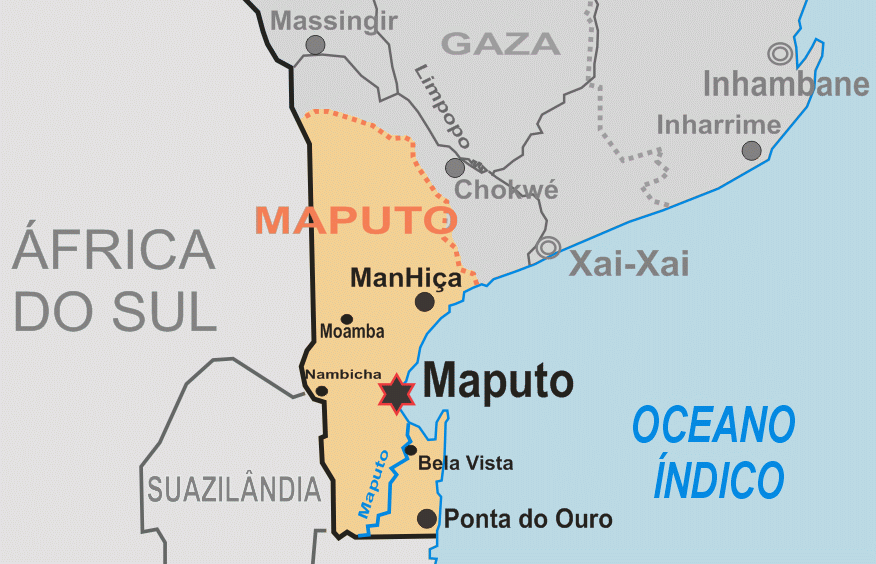
Mapa da província de Maputo

### Distritos
A província de Maputo está dividida em 8 distritos, os 7 já existentes quando foi realizado o censo de 2007, mais o distrito da Matola, estabelecido em 2013 para administrar as competências do governo central, e que coincide territorialmente com o município do mesmo nome: 
- Boane
- Magude
- Manhiça
- Marracuene
- Matola
- Matutuíne
- Moamba
- Namaacha

### Municípios
A província possui seis municípios:
- Marracuene (vila)
- Matola (cidade)
- Matola-Rio (sede de posto administrativo)
- Boane (vila)
- Manhiça (vila)
- Namaacha (vila)

A vila da Namaacha tornou-se município em 2008, a de Boane em 2013 e Matola-Rio mais a vila de Marracuene em 2022.